# Miyake (Nara)
Miyake (三宅町, Miyake-chō) és una vila i municipi pertanyent al districte de Shiki de la prefectura de Nara, a la regió de Kansai, Japó. Miyake és el municipi amb el terme municipal més xicotet de la prefectura i la segona vila més xicoteta del Japó.

## Geografia
La vila de Miyake es troba localitzada a la part nord-occidental de la prefectura de Nara, al districte de Shiki. El terme municipal de Miyake limita amb els de Kawanishi al nord; amb Tawaramoto al sud; amb Tenri a l'est i amb Kawai i Kōryō a l'oest.

### Barris
Els chōchō o barris de la vila són els següents:
- Iwami (石見)
- Oyanagi (小柳)
- Kami-Tajima (上但馬)
- Tajima (但馬)
- Tomondō (伴堂)
- Byōbu (屏風)
- Mikawa (三河)

## Història
Des de temps antics, aproximadament des del període Nara fins a la fi del període Tokugawa, la zona on actualment es troba la vila de Miyake va formar part del ja desaparegut districte de Shikige, a l'antiga província de Yamato. Després de la restauració Meiji i sota la nova llei de municipis, l'1 d'abril de 1889 es crea el poble de Miyake, pertanyent aleshores al districte de Shikige. L'1 d'abril de 1897, amb la dissolució del districte de Shikige, Miyake passa a formar part del nou districte de Shiki fins a l'actualitat. Finalment, l'1 d'abril de 1974 el poble assoleix la categoria de vila, que manté en l'actualitat.

## Demografia
| 1920  | 1930  | 1940  | 1950  | 1960  | 1970  | 1980  |
| ----- | ----- | ----- | ----- | ----- | ----- | ----- |
| 3.161 | 3.175 | 3.576 | 4.337 | 4.946 | 6.430 | 8.560 |
| 1990  | 2000  | 2010  | 2020  | 2030  | 2040  | 2050  |
| 8.620 | 8.042 | 7.441 | 6.538 | -     | -     | -     |

## Transport

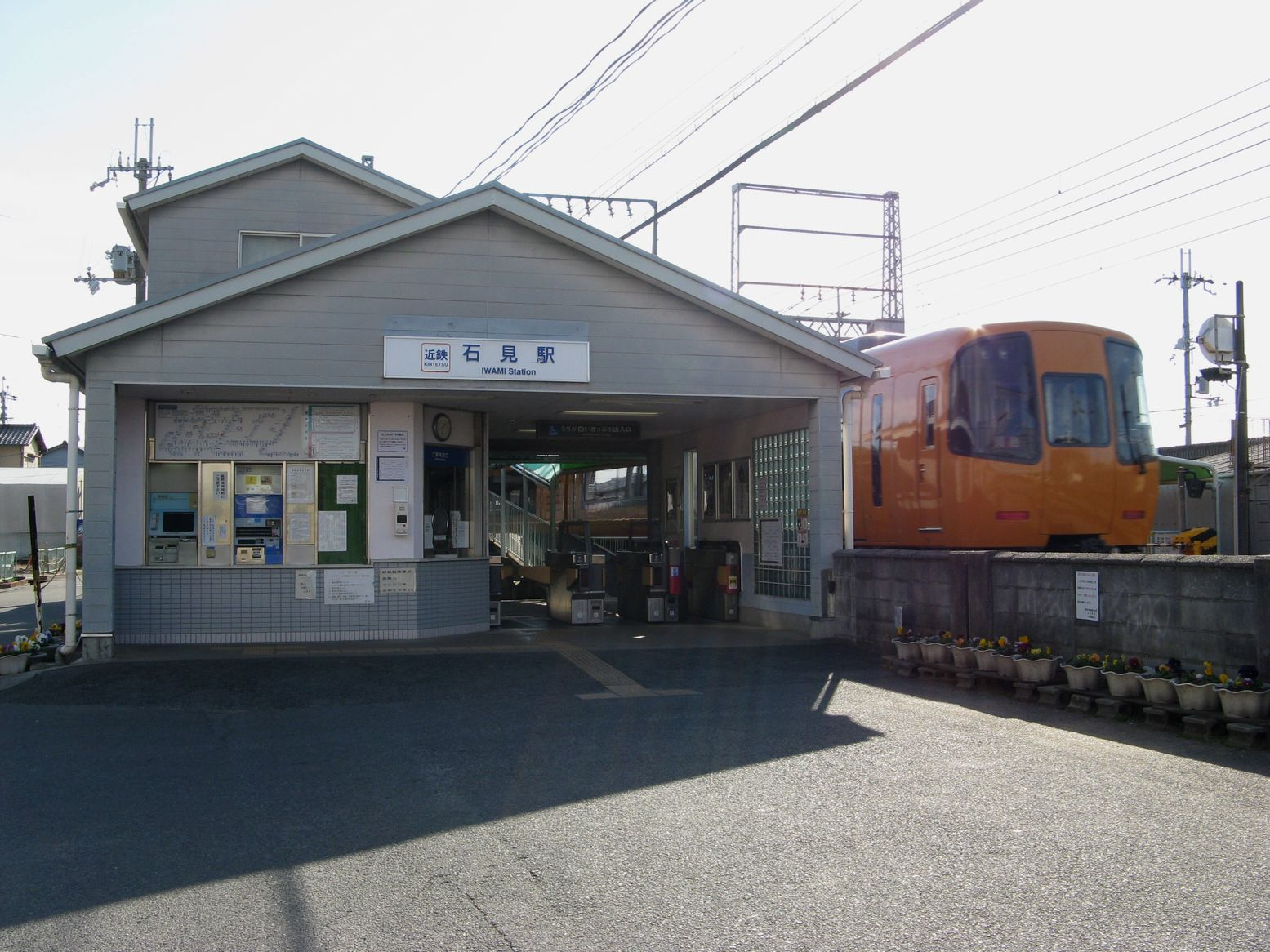
Estació d'Iwami

### Ferrocarril
- Ferrocarril Kinki Nippon (Kintetsu)
  - Iwami - Tajima

### Carretera
- Autopista de Kyoto-Nara-Wakayama (Keinawa)
- Nacional 24